# Colmenareña

La colmenareña es una raza ovina originaria de la Comunidad de Madrid. También es conocida como serrana, churra de Colmenar o negra de Colmenar, aunque los dos últimos nombres son inapropiados. Actualmente se halla en grave peligro de extinción.

## Características

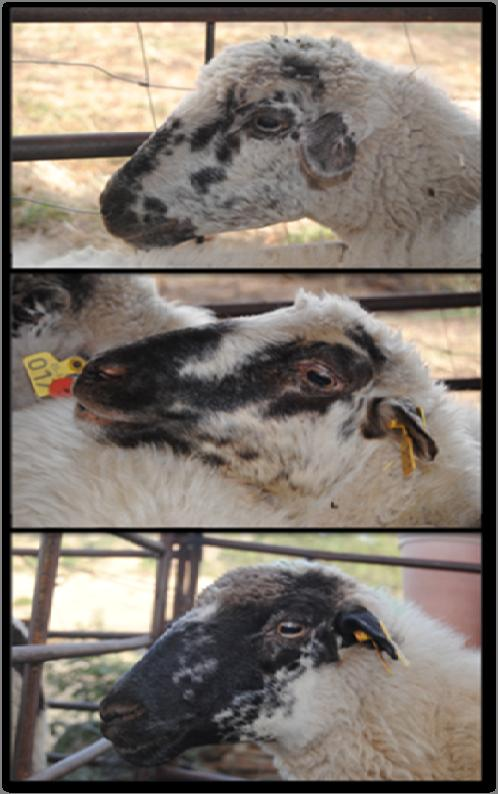
Diferentes extensiones de las manchas faciales.

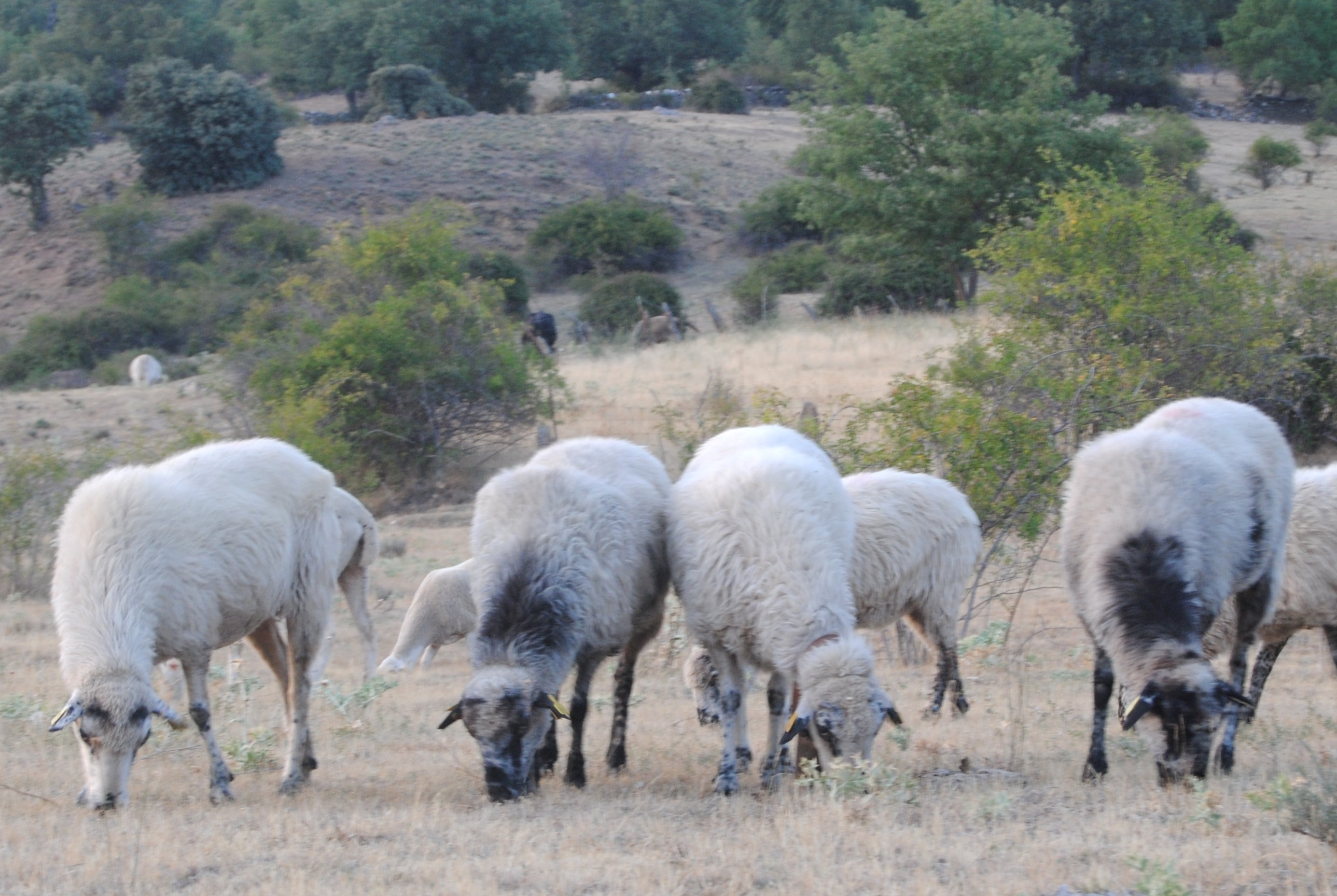
Rebaño de colmenareñas.

Agrupa animales de perfil recto o subconvexo, mesomorfos y de tamaño pequeño, consecuencia del difícil medio en el que viven. El color es blanco con pigmentación negra o marrón en cabeza y extremidades. Dicha pigmentación puede presentarse en la cara en forma de manchas más o menos grandes o como una única mancha que cubra el rostro. La lana es entreabierta y de baja calidad. Las ovejas suelen pesar entre 30 y 35 kg, y los carneros entre 45 y 60 kg.
Se trata de animales muy rústicos con gran capacidad de adaptación al medio en el que viven, para lo que ha tenido que adoptar formas elipométricas, a efectos de disminuir sus necesidades nutritivas. Asimismo hay que señalar sus destacadas características maternales y su buena aptitud para la producción de leche. 

## Historia de la raza
La raza colmenareña queda encuadrada en el tronco churro. Algunos consideran que procede del cruce entre ovinos de la zona y ovejas churras. Se trata de una raza presente desde antiguo en la región que, sin embargo, ha pasado desapercibida para los científicos hasta hace algunas décadas.

## Distribución
El área geográfica de la raza se localiza en la zona norte de la Comunidad de Madrid, principalmente en Colmenar Viejo, Torrelaguna, Collado Villalba, Manzanares el Real y Miraflores de la Sierra.